# Alojz Zuffar
Alojz Zuffar, tudi Alojz Čufar,  slovenski gozdar, * 7. marec 1852, Predmeja, † 14. september 1907, Dobrova (nem. Mittewald) pri Beljaku.

## Življenje in delo
Alojz Zuffar je bil rojen v družini gozdnega čuvaja Jožefa in Uršule Zuffar (rojene Braunizer), dveletno ljudsko šolo je obiskoval v Bazovici pri Trstu. Osnovno znanje algebre, geometrije in naravoslovja je dobil pri nekem pazniku, dalje pa se je sam izobraževal v geodeziji, gozdarstvu, družbeni ekonomiji in gradbeništvu. Po treh letih vojaščine je leta 1875 stopil v državno službo in bil do leta 1884 v Divači gozdarski pomočnik, nato gozdni nadzornik v Divači in v okolici Pulja, od 1889 pa v Labinu. Sodeloval je pri pogozdovanju istrskega Krasa, se ukvarjal z geodetskimi posli ter se zavzemal za izboljšanje poljedelstva, sadjarstva in živinoreje.
Leta 1894 je izstopil iz državne službe in prevzel v oskrbo Brionsko otočje, ki je bilo takrat v lasti industrialca Kupelwieserja. Tu je izvajal melioracijska dela, ustanovil veliko gozdno drevesnico in gojil za Brione primerno mediteransko vegetacijo, s katero je otočje pogozdil. Urejal tudi sprehajalne  poti, ceste in parkovne nasade, vodovodno omrežje in drugo. V zahvalo mu je družina Kupelwieser leta 1908 na Velikem Brionu postavila spominsko ploščo z napisom.